# Kazuaki Tasaka
Kazuaki Tasaka (n. 3 august 1971) este un fost fotbalist japonez.

## Statistici
| Japonia | Japonia | Japonia |
| An      | Meciuri | Goluri  |
| ------- | ------- | ------- |
| 1995    | 4       | 0       |
| 1996    | 0       | 0       |
| 1997    | 0       | 0       |
| 1998    | 0       | 0       |
| 1999    | 3       | 0       |
| Total   | 7       | 0       |